# 王漸
王漸（？—？），字斯進，号岸泉，山東萊州府濰縣人，軍籍，明朝政治人物。

## 生平
山東鄉試第六十六名舉人。嘉靖三十二年（1553年）中式癸丑科會試第六十五名，三甲第二百零七名進士。兵部观政，授河南確山縣知縣，以廉称，三十六年八月考选，授山西道試监察御史，三十七年二月實授，後改浙江道御史，隆慶初巡按山西，有直声，所至兴廉抑贪，墨吏望风解绶。二年四月升陜西副使，三年十二月巡按陕西御史王君賞以賊首何勉餘黨復流劫通江，劾奏王漸不稱職，令奪俸，戴罪剿賊。四年十月考察以不謹免職。晚年里居，慎交游，不苟一介，乡人重之，祀乡贤。

## 家族
曾祖王能；祖父王興；父王銳，監生。母譚氏。兄王潜、王濯（生员）。有子王采苓、王采菽、王采芑、王采芝。